# FC Germania 03 Friedrichsfeld
FC Germania 03 Friedrichsfeld is een Duitse voetbalclub uit het Mannheimse stadsdeel Friedrichsfeld.
De club werd opgericht in 1903 en sloot zich later aan bij de Zuid-Duitse voetbalbond. In 1921 werd de Rijncompetitie opgericht, die in het eerste jaar uit vier reeksen bestond. De competitie werd na één jaar al gehalveerd naar twee reeksen, maar door een laatste plaats kwalificeerde Germania zich hier niet voor. In 1927/28 speelde de club opnieuw in de hoogste klasse, maar werd ook nu laatste. Hierna verdween de club in de anonimiteit en speelt tegenwoordig in de laagste reeksen.